# Notarkosten
Die Notarkosten sind die Summe der für die Tätigkeit des Notars anfallenden Notargebühren, der Auslagen des Notars und der Umsatzsteuer. Diese sind gesetzlich festgeschrieben (§ 17 Abs. 1 Satz 1 Bundesnotarordnung). So ist genau geregelt, welche Werte der Notar einer Urkunde zugrunde zu legen hat und welche Gebühr sich daraus ergibt. Der Notar kann sein Honorar nicht selbst bestimmen oder seine Vergütung mit den beteiligten Parteien verhandeln. Das gesetzlich festgelegte Gebührensystem stellt sicher, dass sich jeder Bürger die Beratung und Vertragsgestaltung durch einen Notar leisten kann.
Das Gerichts- und Notarkostengesetz (GNotKG) gilt für alle in Deutschland tätigen Notare unabhängig von ihrem Amtssitz. Das notarielle Kostenrecht unterscheidet nicht nach Aufwand und Schwierigkeitsgrad des Einzelfalls, sondern orientiert sich an den Werten, die für die jeweilige notarielle Tätigkeit zugrunde zu legen sind. Dies ist zum Beispiel bei einem Kaufvertrag für eine Immobilie der Kaufpreis, bei der Schenkung einer Immobilie der Verkehrswert des Objektes.
Eine Notarkostenberechnung ist die von einem Notar erstellte Berechnung der ihm selbst zufließenden Kosten für eine von ihm vorgenommene Diensthandlung (Kostennote).
Nach § 19 Abs. 1 GNotKG dürfen Kosten, die dem Notar selbst zufließen und von ihm zu erheben sind, nur aufgrund einer dem Zahlungspflichtigen mitgeteilten und von dem Notar unterschriebenen Berechnung der Gebühren und Auslagen eingefordert werden.
Die Berechnung muss enthalten:
- eine Bezeichnung des Verfahrens oder Geschäfts,
- die angewandten Nummern des Kostenverzeichnisses,
- den Geschäftswert bei Gebühren, die nach dem Geschäftswert berechnet sind, und
- die Beträge der einzelnen Gebühren und Auslagen.

Wird dem Zahlungspflichtigen eine vollstreckbare Ausfertigung der Kostenberechnung zugestellt, sind die geltend gemachten Kosten nach § 88 Satz 1 GNotKG zu verzinsen.